# ألفرد جي. ماير
ألفرد جي. ماير (بالإنجليزية: Alfred G. Mayer)‏ هو عالم حشرات أمريكي، ولد في 16 أبريل 1868 في فريدريك في الولايات المتحدة، وتوفي في 24 يونيو 1922 في فلوريدا كيز في الولايات المتحدة.